# فرط بيلة حمض اليوريك
فرط بيلة حمض اليوريك هو مصطلح طبي يشير إلى وجود كميات فائضة من حمض اليوريك في البول. يعد المريض مصابا بفرط بيلة حمض اليوريك إذا تجاوزت كمية الحمض 800 ملغ في اليوم عند الرجال و750 ملغ في اليوم عند النساء.

## الأسباب
تعد إذابة بلورات حمض اليوريك في الكليتين والمثانة وفرط حمض يوريك الدم من أبرز الأسباب المباشرة لفرط بيلة حمض اليوريك. أما الأسباب غير المباشرة فمن أبرزها الأدوية المحفزة لبيلة حمض اليوريك وتحطم أجزاء من أنسجة الجسم تحتوي على كميات كبيرة من الحمض النووي الريبوزي المنقوص الأكسجين والحمض النووي الريبوزي والغذاء الذي يحتوي على نسبة عالية من البورين.

## الأمراض المتعلقة بفرط بيلة حمض اليوريك
يعد فرط بيلة حمض اليوريك علامة سريرية للأمراض التالية:
- النقرس (شائع جدا)
- تحصي الكلية بحمض اليوريك
- اعتلال الكلية الحاد بحمض اليوريك
- القصور الكلوي الحاد
- متلازمة انحلال الورم
- متلازمة فانكوني
- متلازمة دنت (نادر جدا)

## فرط بيلة حمض اليوريك الحاد
فرط بيلة حمض اليوريك الحاد هو أحد مضاعفات متلازمة انحلال الورم. لا يبدو أن هذه المتلازمة تساهم في داء النقرس وتحصي الكلية بحمض اليوريك، مما يدل أن هذين المرضين لهما أسباب مزمنة وليس حادة.

## فرط بيلة حمض اليوريك المزمن
يرتبط فرط بيلة حمض اليوريك المزمن بداء النقرس وحصاة حمض اليوريك الكلوية. كما يمكن أن يحدث كلا المرضين بغياب وحصاة حمض اليوريك. إن علاج داء النقرس بواسطة الأدوية المحفزة لبيلة حمض اليوريك قد يؤدي إلى تحصي الكلية بحمض اليوريك.

## العلاج
تعد ألوبيورينول وراسبوريكاز من الأدوية التي تساهم في علاج أو تحسين حالة المريض المصاب بفرط بيلة حمض اليوريك.
إذا لم يكن المريض مصابا بداء النقرس ولا بفرط حمض يوريك الدم فيمكن تقليل خطر الإصابة بتحصي الكلية بحمض اليوريك بواسطة ضادات بيلة حمض اليوريك. كما يجب التقليل من تناول الأغذية التي تحتوي على البورين. كما أن جعل البول قاعديا إجراء واق.